# International Klein Blue

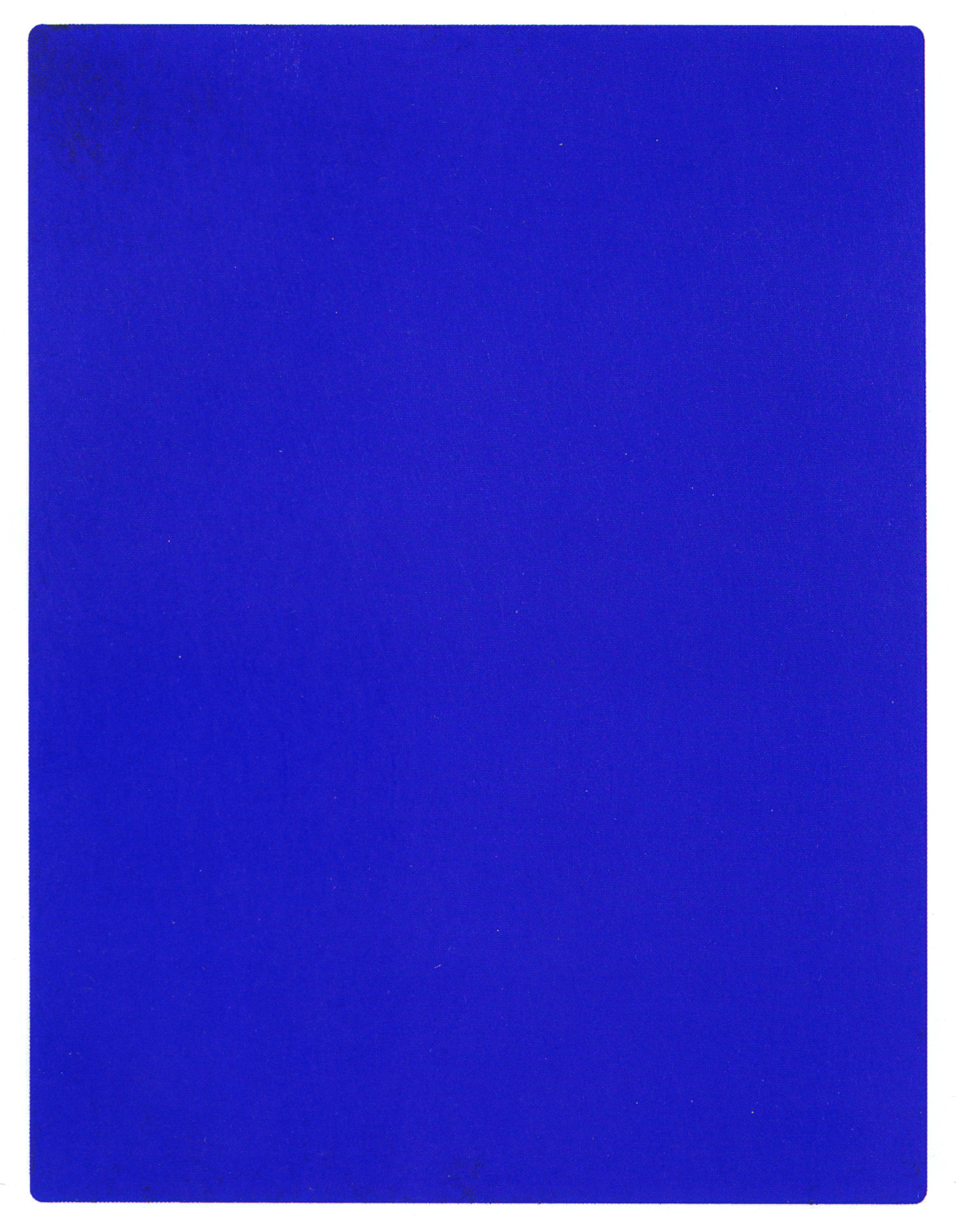
IKB 191. Монохромная картина. 1962 г.

International Klein Blue (IKB) — краска синего цвета, запатентованная французским художником Ивом Кляйном в 1960 году, а также оттенок, передаваемый этой краской.

## История
Синий цвет всегда имел для Ива Кляйна особое значение. Он считал, что все остальные цвета порождают слишком конкретные ассоциации, тогда как синий вызывает в воображении самое абстрактное, что только есть в природе — небо и море. В 1946 году ему привиделось, будто он подписывает собственное имя на обратной стороне неба. И будущий художник разозлился на птиц, которые пролетели по небу и испортили то, что он назвал своим «величайшим и прекраснейшим творением».
Помимо синего цвета, наблюдаемого в природе, у Кляйна был ещё один источник вдохновения — фрески Джотто в капелле Скровеньи. Их ярко-ультрамариновый фон внушил Кляйну идею создания монохромных картин, которую он впоследствии реализует.
Начиная с 1940-х годов, Кляйн много экспериментировал с ультрамариновым пигментом. Его целью было сохранить на холсте особую текстуру и яркость сырого пигмента, которые обыкновенно исчезали при смешивании ультрамарина с любым закрепителем. Наконец в 1956 году, с помощью парижского торговца красками Эдуара Адама, Кляйн обнаруживает синтетическую смолу «Rhodopas M60A», которая позволяет добиться желаемого эффекта: при смешивании с ней ультрамарин полностью сохраняет свои цветовые характеристики.
В 1960 году Кляйн запатентовал придуманный им состав под названием International Klein Blue. Патент был выдан не на определённый оттенок синего — что было бы юридически невозможно — но на технологию его получения и закрепления.

## Использование в искусстве
В 1957 году в творчестве Кляйна начался «синий период». Он выставляет в Милане 11 монохромных работ одинакового формата (78 x 56 см), сплошь закрашенных ультрамариновым синим. В буклете, анонсирующем выставку, говорилось, что на ней будет представлен «синий сам по себе, свободный от всяческой функциональности». Позднее в 1957 году, повторяя ту же выставку во Франции, Кляйн отметил её открытие запуском 1001 синего воздушного шарика в небе над Парижем.
К этому времени он уже овладел техникой создания картин, имеющих особый, исключительно насыщенный оттенок синего. Он расстилал холст на деревянной поверхности, на которую предварительно наносился казеин. Затем он наносил синюю краску, смешанную с быстро испаряющимся фиксативом. Когда краска высыхала, возникало ощущение «бархатной» текстуры и глубины.
В общей сложности Кляйн создал около 200 синих монохромных картин. Названий они не имели, но после смерти художника его вдова пронумеровала все известные ей картины с использованием IKB, дав им номера от 1 до 194.
Однако холст был далеко не единственным пространством, на котором Кляйн экспериментировал с синим цветом. Самыми известными его произведениями стали так называемые «антропометрии»: под руководством художника обнажённые девушки, покрытые синей краской, оставляли отпечаток своего тела на белых листах бумаги. Первая демонстрация техники «живых кистей», как называл её сам Кляйн, состоялась в 1958 году. Художник наносил на тело моделей краску, а затем они, следуя указаниям Кляйна, подходили вплотную к вертикально расположенным листам бумаги. Всего таких синих антропометрий было около 180.
В 1960 году, вскоре после получения патента на IKB, Кляйн создал первую из так называемых «Космогоний». Он прикрепил к крыше своей машины холст, покрытый синей краской, и отправился из Парижа в Кань-сюр-Мер. На протяжении поездки холст подвергался воздействию ветра, дождя и пыли, то есть нёс на себе следы воздействия времени и природных стихий.
В 1962 году Кляйн создаёт своеобразный портрет своего друга, художника Армана: слепок его обнажённого тела, окрашенный IKB и помещённый на золотой фон.
Кляйн создавал также гигантские скульптуры из губок, окрашенных в синий цвет, после того как заметил, что на текстуре губки синий смотрится особенно впечатляюще. Кроме того, губки имели для него символическое значение: Кляйн считал, что, подобно тому как губка впитывает наносимую на неё краску, зритель, стоящий перед картиной, также «впитывает» в себя её цвет.
В творчестве Кляйна присутствовали и другие объекты цвета ультрамарина: к примеру, глобус, окрашенный IKB, — произведение называлось «Globe terrestre bleue» («Синий земной шар»).